# Takedromia
Takedromia is een geslacht van kreeftachtigen uit de klasse van de Malacostraca (hogere kreeftachtigen).

## Soorten
- Takedromia cristatipes (Sakai, 1969)
- Takedromia longispina McLay, 1993
- Takedromia nipponensis (Yokoya, 1933)
- Takedromia ornata (Rathbun, 1911)
- Takedromia yoshidai (Takeda & Kurata, 1976)